# 択捉島沖地震

択捉島沖地震（えとろふとうおきじしん）では、択捉島及びその周辺を震央とする地震について記述する。日時は全てUTC+10による。

## 1780年ウルップ島地震
本地震はウルップ島で停泊中に被災したロシア船「聖ナタリア」号の航海日誌によって、その詳細が記されている。
ロシア暦1780年1月8日（グレゴリオ暦1月19日・安永8年12月23日）からウルップ島では、昼夜を問わず地震が頻発するようになる。人々は不安に駆られ、春になると食糧の備蓄に努めた。
ロシア暦6月1日に、船が修理され、川から河口の湾まで曳かれて移動。
ロシア暦6月18日（グレゴリオ暦6月29日・安永9年5月26日）の夜明け頃、15分ほど揺れが続く激しい大地震（推定M8.2・震央北緯45度30分 東経151度30分 / 北緯45.500度 東経151.500度）が発生。その後、最大で高さ約10～13mにもなる津波が沿岸を襲い、人々や物資が流され、作業員4人が死亡した。「聖ナタリア」号も津波で上流に流され、断崖上にあった鋳鉄製の大砲も内陸まで運ばれた。数日後、島内の調査で、島の東側と南側沿岸が水没したこと、8人のクリル人が溺死したこと、北側では被害がなかったことが判明した。択捉島と国後島で津波があったかどうかは分からなかった。
ロシア暦7月1日からカヤックで周辺の島々を調査し、チルポイ島・シムシル島・ケトイ島の三島で津波を確認したが、ウルップ島ほど大きくはなかった。また、この三島では滞在中頻繁に地震を感じた。ケトイ島より北の島々では調査中地震は感じず、津波もなかったという。
1786年の千島探検で最上徳内は、ウルップ島で過去10年以内に大津波で船が山に打ち上げられたと聞き、実際にその船を見たことを『蝦夷草紙』に記した。

## 1918年地震
1918年9月8日に発生したMw 8.0 - 8.3の海溝型地震。2006年千島列島沖地震 (Mw 8.3) の前回活動である可能性がある。静岡県沼津市まで人間が感じることができる揺れ（有感）が伝わった。6 m から12 m の津波が発生し、得撫島岩美湾では地震発生後35分で津波が来襲し家屋は全滅、当時の住民63名の中で24名が死亡した。根室で1 m、花咲で0.5 m、三陸海岸で1 m以下の津波を観測。
最大余震は2ヶ月後の同年11月8日に発生したM 7.9の地震。花咲と鮎川で弱い津波を観測し、父島で0.5メートルの津波を観測。

## 1958年択捉島沖地震
1958年11月7日7時58分に発生したスラブ内地震。Mjma 8.0、Mw 8.1 - 8.3。択捉島、色丹島で5 m近い津波を観測。択捉島から福島県相馬市までの広い範囲で津波を観測。

## 1963年択捉島沖地震
1963年10月13日15時18分に択捉島沖（北緯43度45分 東経149度58分 / 北緯43.750度 東経149.967度）を震央として発生したプレート境界型地震。北海道の帯広、浦河、襟裳岬、静内で最大震度4を観測。Mjma 8.1、Mw 8.2 - 8.5。すべり域は震源の北東側にユニラテラルに伸び、2006年千島列島沖地震のすべり域に隣接すると推定される。

### 各地の震度
震度3以上を観測した気象官署は次の通り。
| 震度 | 都道府県 | 観測点                   |
| ---- | -------- | ------------------------ |
| 4    | 北海道   | 帯広・浦河               |
| 3    | 北海道   | 苫小牧・広尾・釧路・根室 |
| 3    | 青森県   | 青森・むつ               |
| 3    | 岩手県   | 盛岡                     |

### 津波
ウルップ島で5 m、択捉島で4 m、花咲で1.21 m、釧路で0.9 m、根室で1.2 m、青森県八戸で1.3 mの津波を観測。択捉島から宮城県塩竈市までの広い範囲で津波を観測。三陸海岸で津波による漁業施設の小被害が出る。

### 前震
本震が発生する約18時間前の10月12日21時27分にMw 7.0の前震が発生している。

### 余震
本震から約1週間後の10月20日にMw 7.2 - 7.9 (Mjma 6.7, Mt 7.9) の最大余震が発生した。ウルップ島で10 - 15 m、択捉島で7 - 8 m、八戸で0.5 mの津波を観測。本震と比べて震源沿岸で局地的に津波が大きかった。

## 1978年択捉島沖地震

### 3月
択捉島沖を震央として、1978年3月23日13時15分に発生したMw 7.5の地震と、3月25日5時47分に発生した Mw 7.6の海溝型地震。3月22日10時50分にMw 6.7の地震が発生以降地震活動が活発化し、Mw 7.5の地震までにM 6以上が4回、M 5以上が19回発生していた。

### 12月
12月7日0時2分ごろ、択捉島付近震央の深さ100kmを震源とするMjma 7.2 (Mw 7.8) の地震が発生した。この地震によって北海道と東北で最大震度4を、関東、中部、近畿、中国地方で有感となった。

## 1991年ウルップ島沖地震
1991年12月22日にウルップ島沖（北緯44度31分59秒 東経151度19分16秒 / 北緯44.53306度 東経151.32111度）を震央として発生した海溝型地震。規模は Mw 7.6。釧路と浦河で震度2を観測した。本震から約15日前の12月7日にMw 6.0の地震が発生以降活動が活発化し、M 6以上が7回、M 5以上が39回発生していた。最大前震は12月19日のMw 6.8。
なお、この地震では、17時52分に2区（北海道太平洋沿岸）に津波注意報が発表されたが、北海道では津波は観測されず、父島（東京都）で15cmの津波を観測した。注意報は19時30分に解除。

## 1995年択捉島沖地震
1995年12月4日に択捉島沖（北緯44度40分 東経149度18分 / 北緯44.667度 東経149.300度）を震央として発生した海溝型地震。規模はMw 7.9。釧路・浦河・厚岸・むつで震度2を観測した。9日前の11月25日にM 6.6の地震が発生したのをきっかけに地震活動が活発化しており、本震までにM 6以上が4回、M 5以上が23回発生していた。最大余震は本震から約2か月後の1996年2月8日に発生したMw 7.2。
なお、この地震では、3時07分に2区に、3時09分に4区（東北地方太平洋側）に、3時14分に7区（茨城県～千葉県野島崎）と8区（東京湾～静岡県沿岸と伊豆諸島）にそれぞれ津波注意報が発表され、根室花咲港で17cm、八戸で13cm、銚子で6cmの津波を観測した。注意報は6時00分に解除。

## 2020年択捉島南東沖地震
2020年2月13日19時33分に択捉島南東沖（北緯45度3分 東経149度10分 / 北緯45.050度 東経149.167度）を震央として発生した地震。深さは155km、規模はMjma 7.2。この地震によって北海道で最大震度4を観測。
震度3以上を観測した地点は次の通り。
| 震度 | 都道府県 | 観測点名 |
| ---- | -------- | --- |
| 4    | 北海道   | 標茶町・標津町北2条・別海町常盤・別海町本別海・根室市落石東・根室市珸瑶瑁 |
| 3    | 北海道   | 函館市泊町・函館市新浜町・清里町羽衣町・新冠町北星町・浦河町潮見・様似町栄町・十勝池田町西1条・浦幌町桜町・釧路市幸町・釧路市黒金町・釧路市阿寒町中央・釧路市音別町中園・釧路町別保・厚岸町尾幌・厚岸町真栄・浜中町湯沸・浜中町茶内・標茶町川上・鶴居村鶴居東・白糠町西1条・中標津町丸山・羅臼町岬町・別海町西春別・根室市弥栄・根室市牧の内・根室市厚床 |
| 3    | 青森県   | 平内町小湊・八戸市湊町・八戸市内丸・八戸市南郷・野辺地町田狭沢・野辺地町野辺地・七戸町森ノ上・東北町上北南・五戸町古舘・五戸町倉石中市・青森南部町苫米地・階上町道仏・おいらせ町中下田・むつ市大畑町中島・東通村砂子又蒲谷地・東通村砂子又沢内 |
| 3    | 岩手県   | 盛岡市薮川・二戸市浄法寺町・八幡平市田頭・軽米町軽米・矢巾町 |
| 3    | 宮城県   | 涌谷町新町裏・登米市迫町・石巻市桃生町 |

この他、北海道地方から東海地方にかけて震度2〜1を観測。

## 評価
地震調査研究推進本部による将来の地震発生の可能性は、次の様に評価されている。
- 地震の規模 ： Mjma 8.1 前後
- 地震発生確率： 30年以内に、60% - 70%
- 地震後経過率： 0.76
- 平均活動間隔： 72.2年